# مطار بلخير قالمة
كان مطار بلخير قالمة مطارًا للاستخدام العام يقع في بلدية بلخير بالقرب من مدينة قالمة بولاية قالمة الجزائرية . تُظهر الصور التاريخية من جوجل إيرث ارتفاع 1,494 متر (4,902 قدم) عن مستوى سطح البحر، المدرج الإسفلتي متدهور وغير صالح للاستخدام، مع وجود القمامة ومخازن التخزين والنباتات.

## روابط خارجية
- "QGE @ aerobaticsweb.org". Landings.com. مؤرشف من الأصل في 2016-06-03.